# Cheilostomatida
Cheilostomatida är en ordning av mossdjur. I den svenska databasen Dyntaxa används i stället namnet Cheilostomata. Cheilostomatida ingår i klassen Gymnolaemata, fylumet mossdjur och riket djur. I ordningen Cheilostomatida finns 4645 arter. 
Ordningen Cheilostomatida indelas i:
- Acanthodesiomorpha
- Acoraniidae
- Actisecidae
- Adeonellidae
- Adeonidae
- Aeteidae
- Alysidiidae
- Antroporidae
- Arachnopusiidae
- Ascosiidae
- Aspidostomatidae
- Austroflustra
- Batoporidae
- Beaniidae
- Bellulopora
- Bicellariellidae
- Bifaxariidae
- Biporidae
- Bitectiporidae
- Brettia
- Brydonellidae
- Bryocryptellidae
- Bryopastoridae
- Buffonellodidae
- Bugulidae
- Calescharidae
- Calloporidae
- Calwelliidae
- Candidae
- Catenicellidae
- Cellariidae
- Celleporidae
- Chaperiidae
- Cheiloporinidae
- Chlidoniidae
- Chlidoniopsidae
- Chorizoporidae
- Cleidochasmatidae
- Colatooeciidae
- Cookinella
- Crepidacanthidae
- Cribrilinidae
- Cryptosulidae
- Cupuladriidae
- Cyclicoporidae
- Dhondtiscidae
- Didymosellidae
- Doryporellidae
- Echinovadomidae
- Electridae
- Eminooeciidae
- Epistomiidae
- Escharinidae
- Eucrateidae
- Euoplozoidae
- Eurystomellidae
- Euthyrisellidae
- Euthyroididae
- Exechonellidae
- Exochellidae
- Farciminariidae
- Flustridae
- Foveolariidae
- Gemelliporellidae
- Gigantoporidae
- Haplopomidae
- Heliodomidae
- Hiantoporidae
- Hincksiporidae
- Hippadenella
- Hippaliosinidae
- Hippopodinidae
- Hippoporidridae
- Hippothoidae
- Inversiulidae
- Jaculinidae
- Jubellidae
- Julianca
- Klugeflustra
- Kymella
- Lacernidae
- Leiosalpingidae
- Lekythoporidae
- Lepralia
- Lepraliellidae
- Lunulariidae
- Macroporidae
- Mamilloporidae
- Marcusadorea
- Margarettidae
- Mawatariidae
- Membranicellariidae
- Membraniporidae
- Metrarabdotosidae
- Microporellidae
- Microporidae
- Mixtopeltidae
- Monoporellidae
- Myriaporidae
- Neoflustra
- Ogivalia
- Onychocellidae
- Orbituliporidae
- Otionellidae
- Pacificincolidae
- Parastichopora
- Parmulariidae
- Pasytheidae
- Petalostegidae
- Petraliellidae
- Petraliidae
- Phidoloporidae
- Phoceanidae
- Phorioppniidae
- Polliciporidae
- Poricellariidae
- Porinidae
- Prostomariidae
- Pseudolepraliidae
- Quadricellariidae
- Rhabdozoidae
- Robertsonidridae
- Romancheinidae
- Savignyellidae
- Schizoporellidae
- Sclerodomidae
- Scrupariidae
- Selenariidae
- Setosellidae
- Setosellinidae
- Siphonicytaridae
- Smittinidae
- Steginoporellidae
- Stomachetosellidae
- Tendridae
- Tessaradomidae
- Tetraplariidae
- Teuchoporidae
- Thalamoporellidae
- Torquatellidae
- Trypostegidae
- Umbonulidae
- Urceoliporidae
- Watersiporidae
- Vicidae
- Ybryozoon

## Bildgalleri

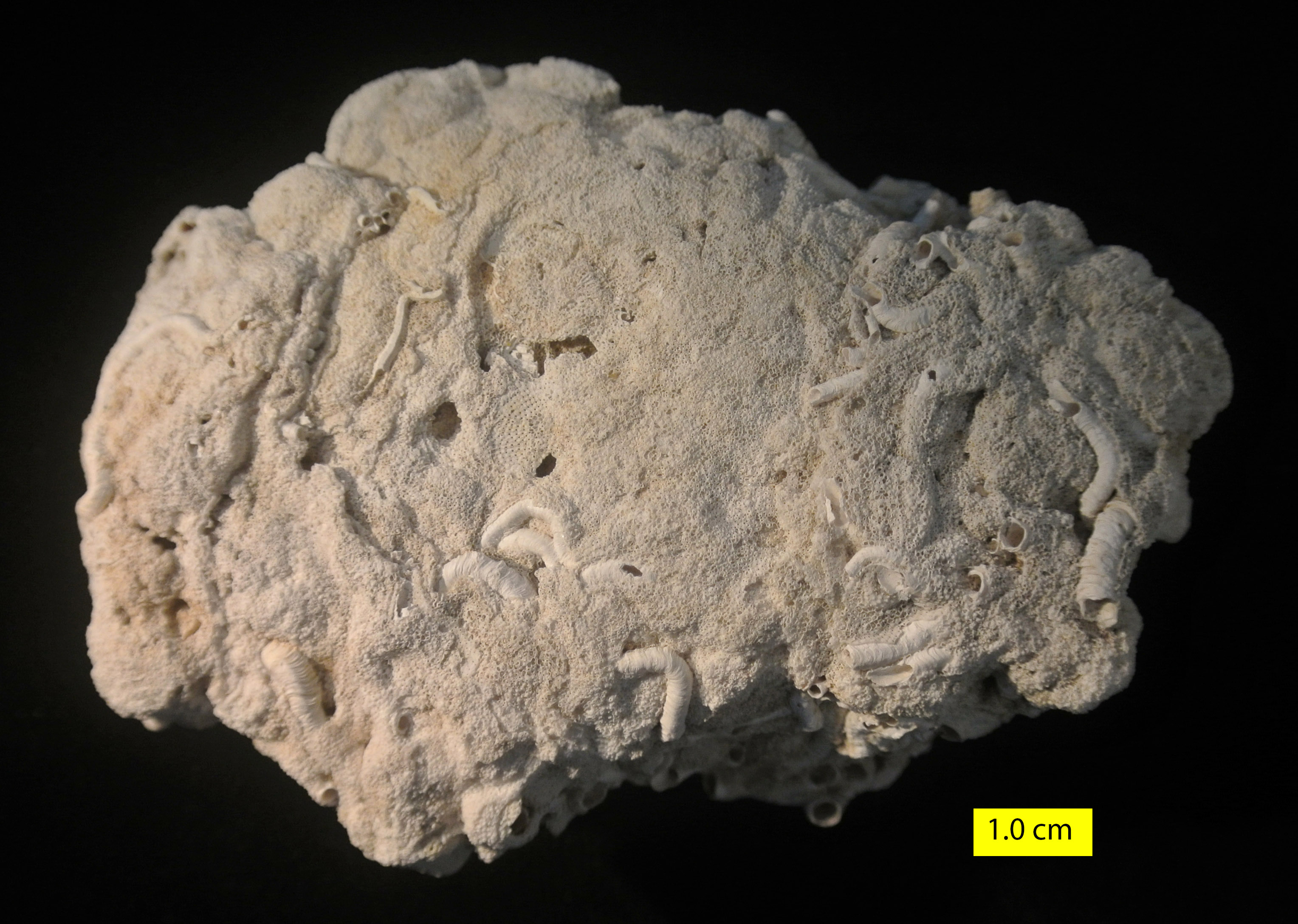
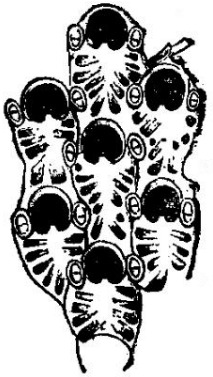
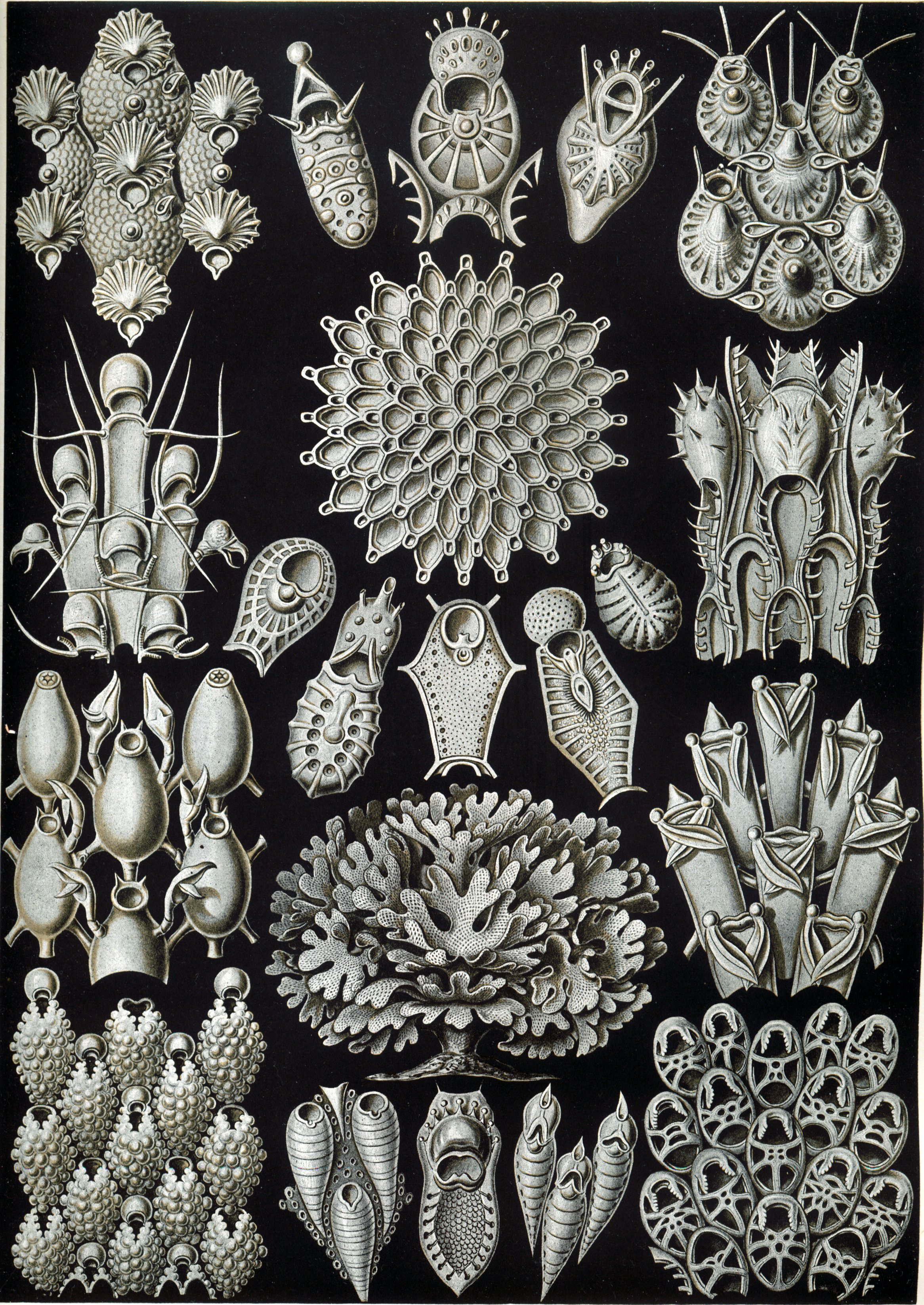
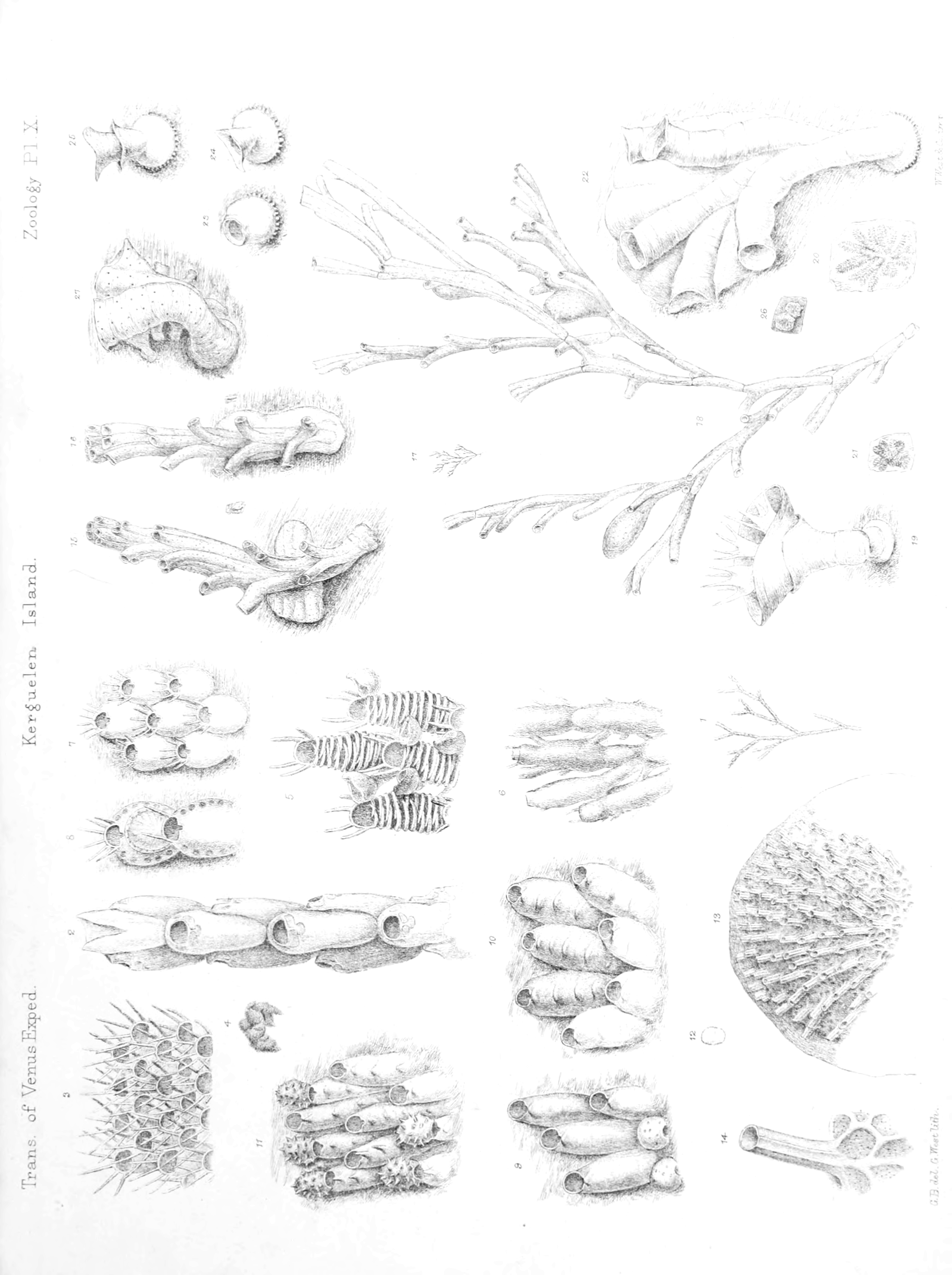
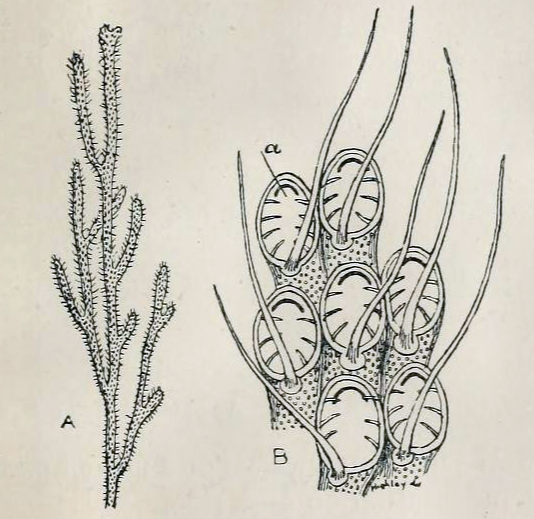
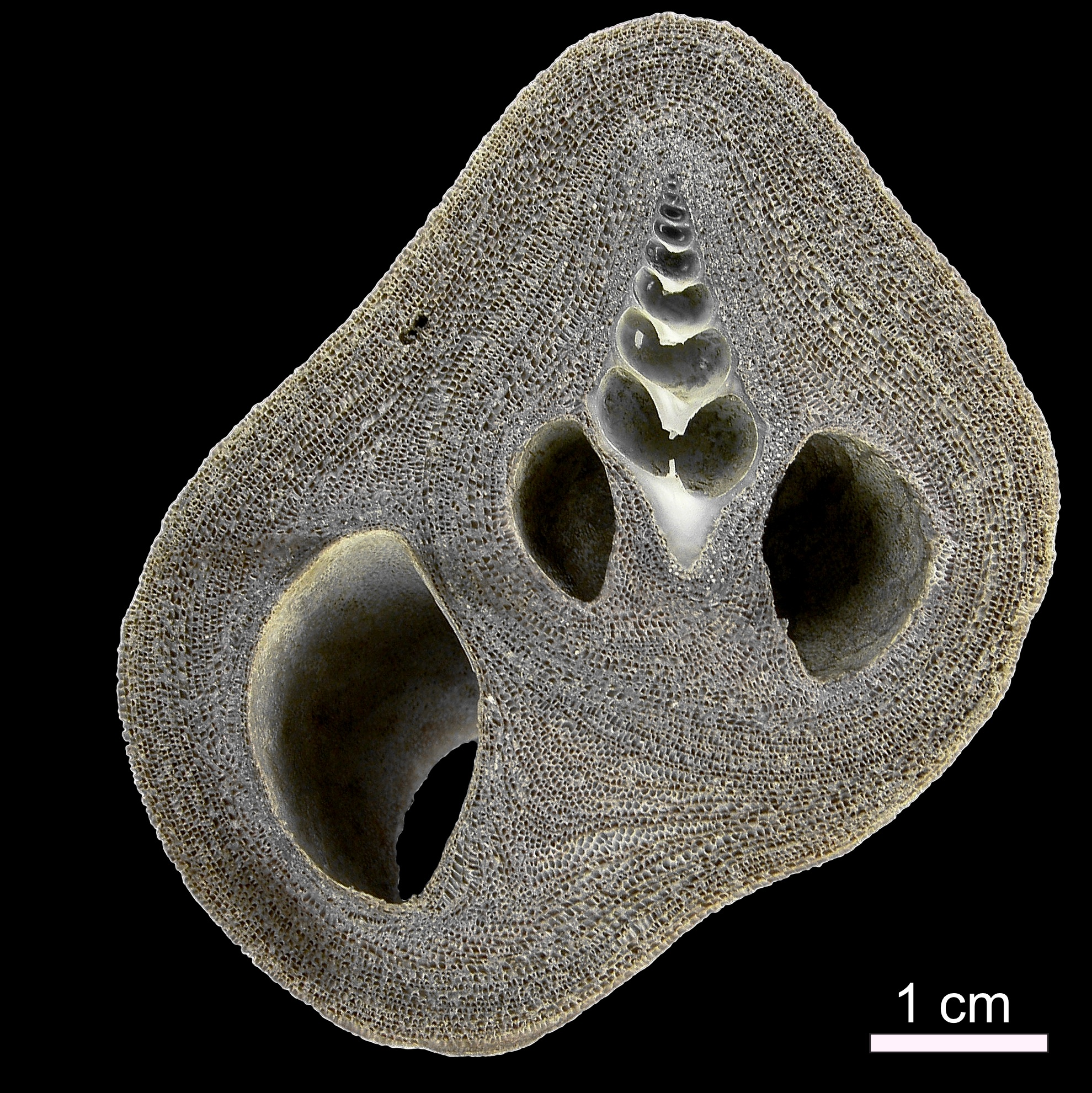